# Selahattin Demirtaş
Selahattin Demirtaş (* 10. dubna 1973, Palu) je turecký kurdský právník, spisovatel a politik, který v letech 2014 až 2018 s Figen Yüksekdağ spolupředsedal Lidově demokratické straně. V listopadu 2016 byl zatčen v důsledku politické kampaně proti kurdským politikům a od té doby je ve vězení jako politický vězeň ve věznici typu F v Edirne.